# Мечеть Газі Хусрев-бега
Мечеть Газі Хусрев-бега (босн. Gazi Husrev-begova džamija / Serbo-Croatian Cyrillic, тур. Gazi Hüsrev bey camii), (16 століття, Сараєво, Боснія та Герцеговина) — це найбільша історична мечеть в Боснії та Герцеговині та одна з найбільш репрезентативних османських споруд на Балканах. Відразу після зведення стала центральним мечетем Сараєва. Нині вона також слугує головною мечеттю ісламської спільноти Боснії та Герцеговини. Розташована у мікрорайоні Бащаршія в муніципалітеті Старе Місто і є однією з головних архітектурних пам'яток Сараєва.

## Історія
Мечеть було збудовано у 1530 році в якості центрального об'єкта в BEG, включав в себе також ісламські початкові і середні школи, склепінчасту торгову площадку, тощо. Заснування мечеті сучасним османським губернатором Боснії мало вирішальний момент у розвитку міста. Ім'я архітектора невідоме, але після деяких припущень, що включали навіть відомого Мімара Сінана, більшість вчених погодилися з тим, що Асем Есір Алі «Алауддін», османський архітектор перського походження, є найбільш вірогідним будівельником. Історичні документи свідчать, що муляри з Рагузької республіки, яких Газі Хусрев-бег вимагав від свого уряду, брали участь у процесі будівництва.
Мечеть Газі Хусрев-бега — перша мечеть у світі, яка отримала електричне освітлення в 1898 році в період Австро-Угорської імперії.

## Архітектура

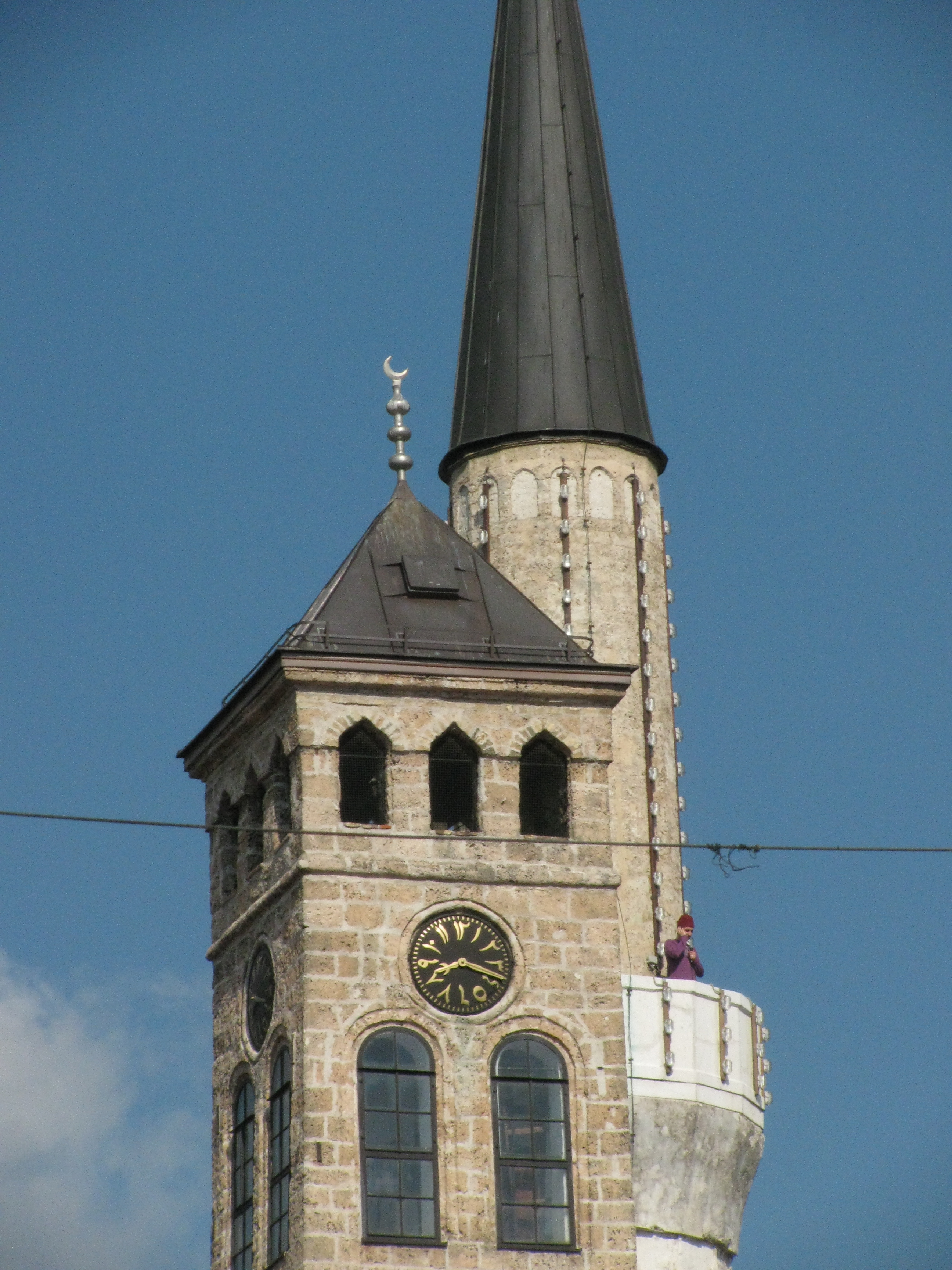
Заклик до молитви. Зверніть увагу на арабські цифри на годинниковій вежі османської ери.

Мечеть належить до типу багатокупольних мечетей із складним розміщенням, і являє собою ранній період класичної османської архітектури (іноді її називають стилем раннього Стамбула). Центральний прямокутний простір, обрамлений високими стінами і вкритий куполом, що спирається на підвіски, являє собою хребет споруди, тоді як нижні прибудови прихиляються до нього і розширюють обсяг внутрішнього простору. Бічна частина мечеті Кібла продовжена прямокутним простором, який вкритий напівкуполом, що спирається на дві високорозвинені споруди мукарнасів. Вони стоять у функції кулонів, зменшуючи прямокутний контур рівня землі до майже напівкруглої форми на рівні напівкупола. У цій зоні розміщені центральні архітектурні елементи з релігійними цілями: міхраб, мінбар та курсі, і є центром мечеті. Два менших простори, які називаються тетимом розташовані з лівої та правої сторін центрального простору. Вони вкриті двома нижніми куполами, що спираються на кулони.
Зовні переважає головний купол, увінчаний лише простим, але монументальним мінаретом. Вхідний бік позначений портиком, що спирається на чотири широкі колони і покритий маленькими куполами. Монументальний портал рясно прикрашений мукарнами, а також капітелями колон.

### Знищення та реконструкція

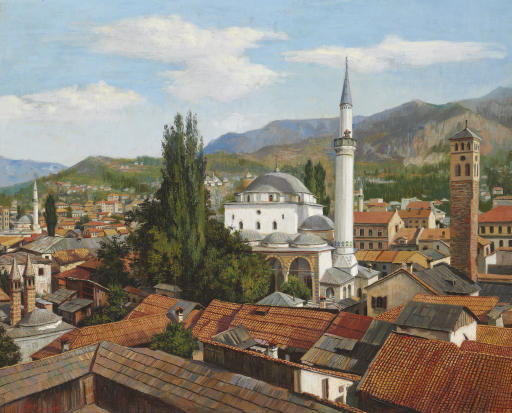
Мечеть Газі Хусрев-бега в 19 столітті.

Під час облоги Сараєво сербські війська намагалися знищити музеї, бібліотеки та мечеті. Як найбільша і найвідоміша, мечеть Бега була очевидною мішенню.

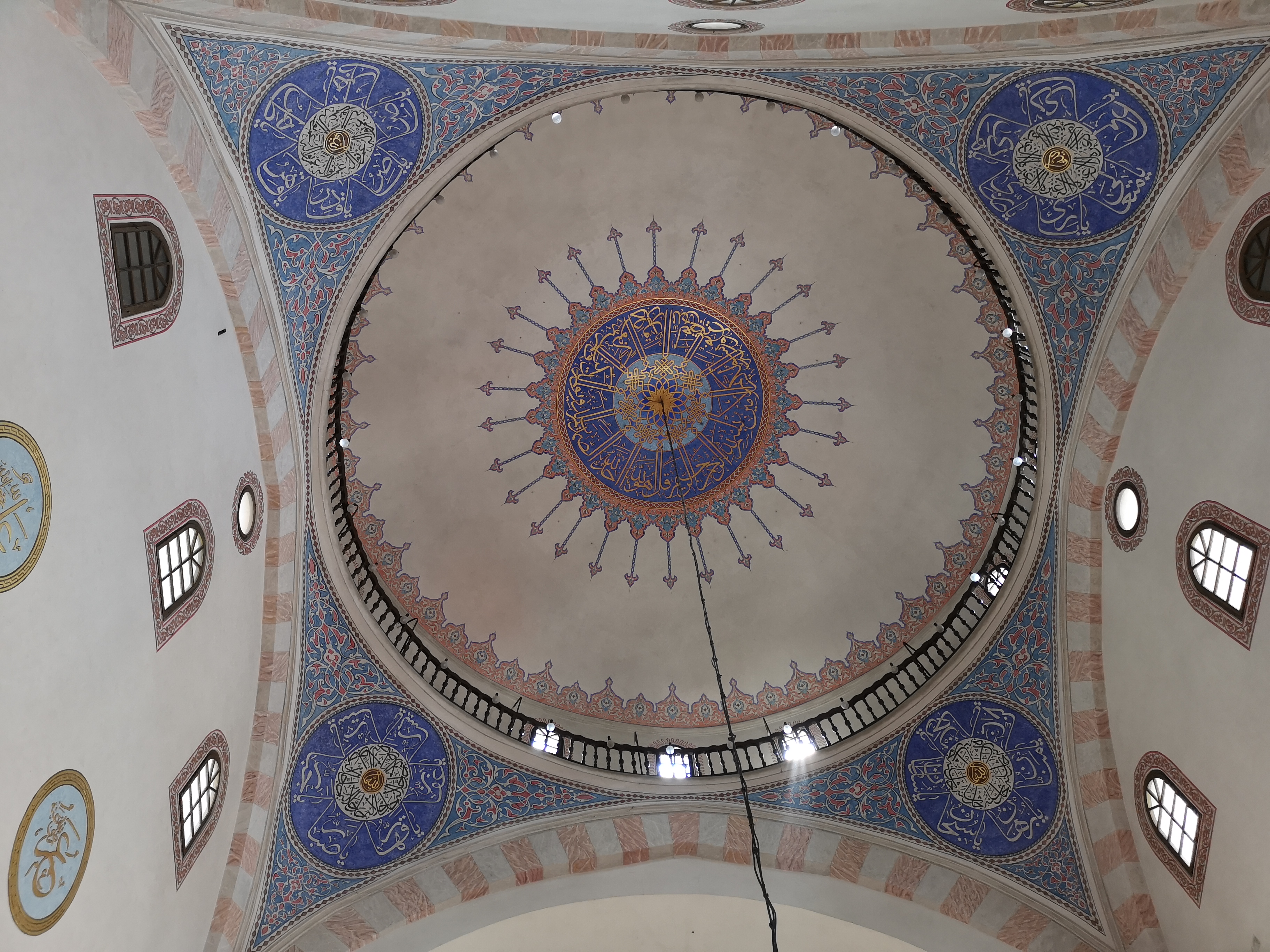
Внутрішній купол мечеті Газі Хусрев-бега

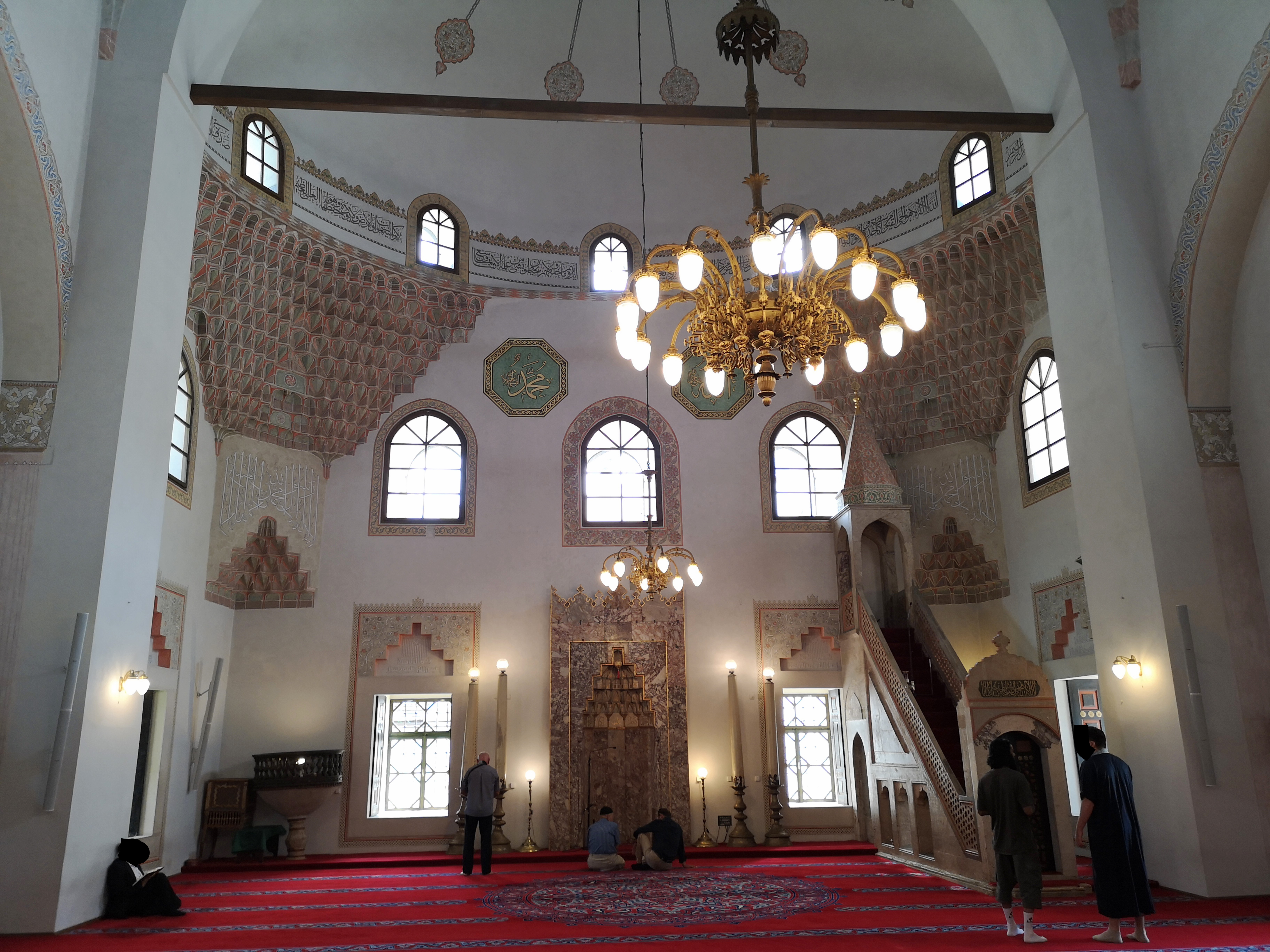
інтер'єр мечеті Газі Хусрев-бега

Відбудова мечеті розпочалася з іноземною допомогою у 1996 році, одразу після війни. Старий шар австро-угорського оздоблення був видалений, а оскільки залишків старих історичних шарів декоративного живопису не знайдено, абсолютно новий інтер'єр був розроблений та застосований боснійським каліграфом Хазімом Нуманагічем у 2001—2002 роках. Австро-угорська обробка, виконана переважно у псевдо-мавританському стилі, наразі залишається лише на порталі мечеті.

## Галерея

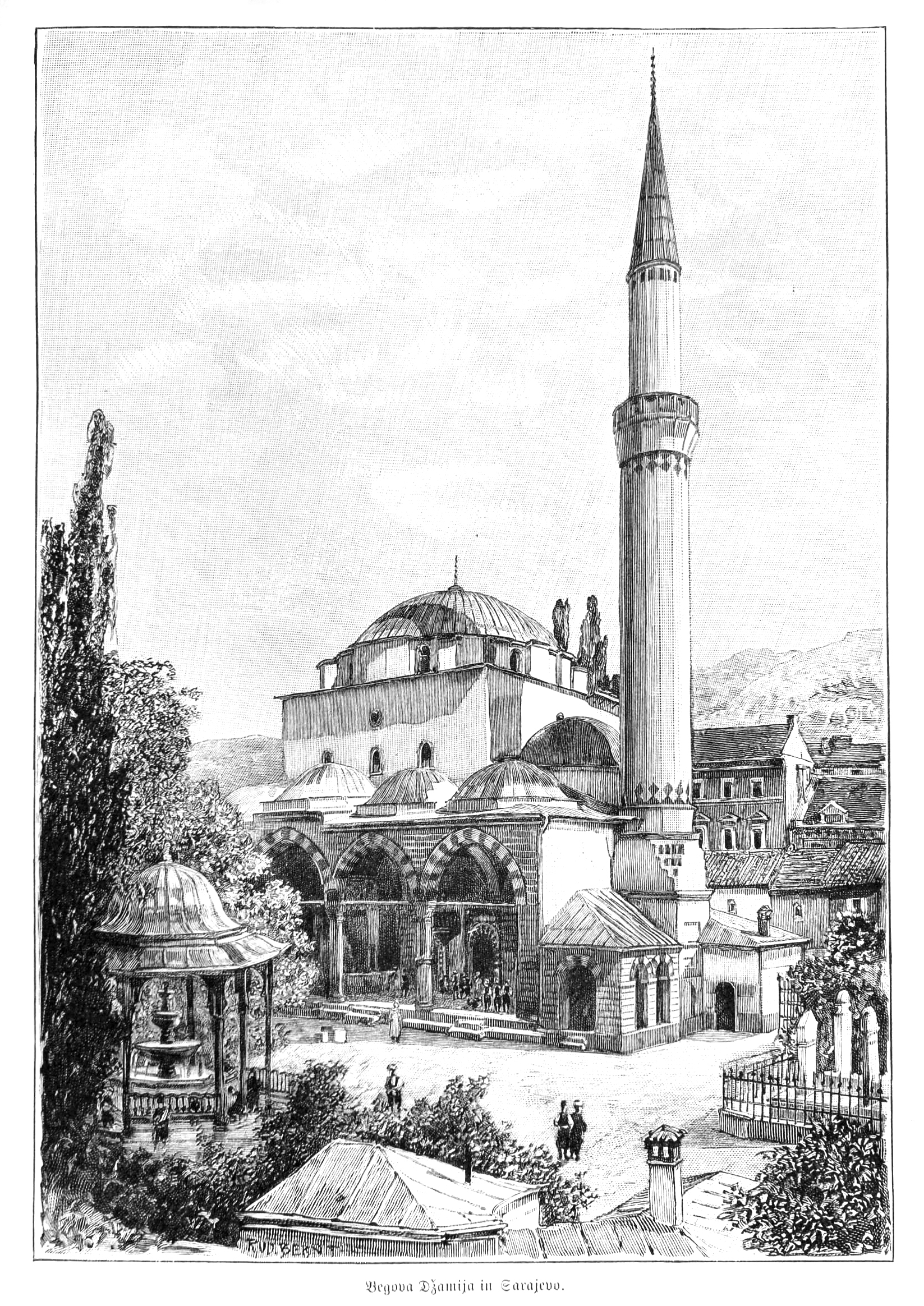
Мечеть у 1900 році
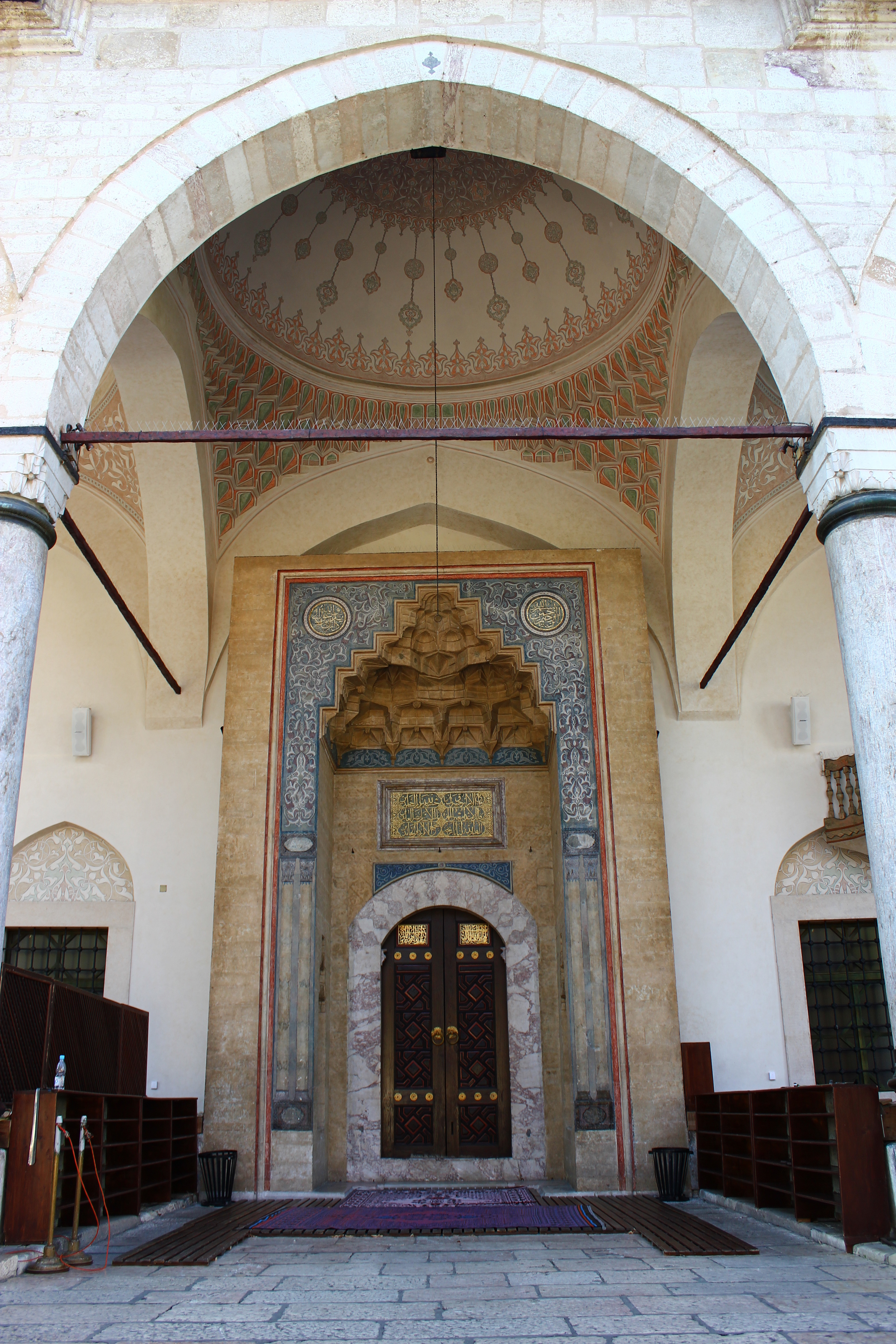
Вхід
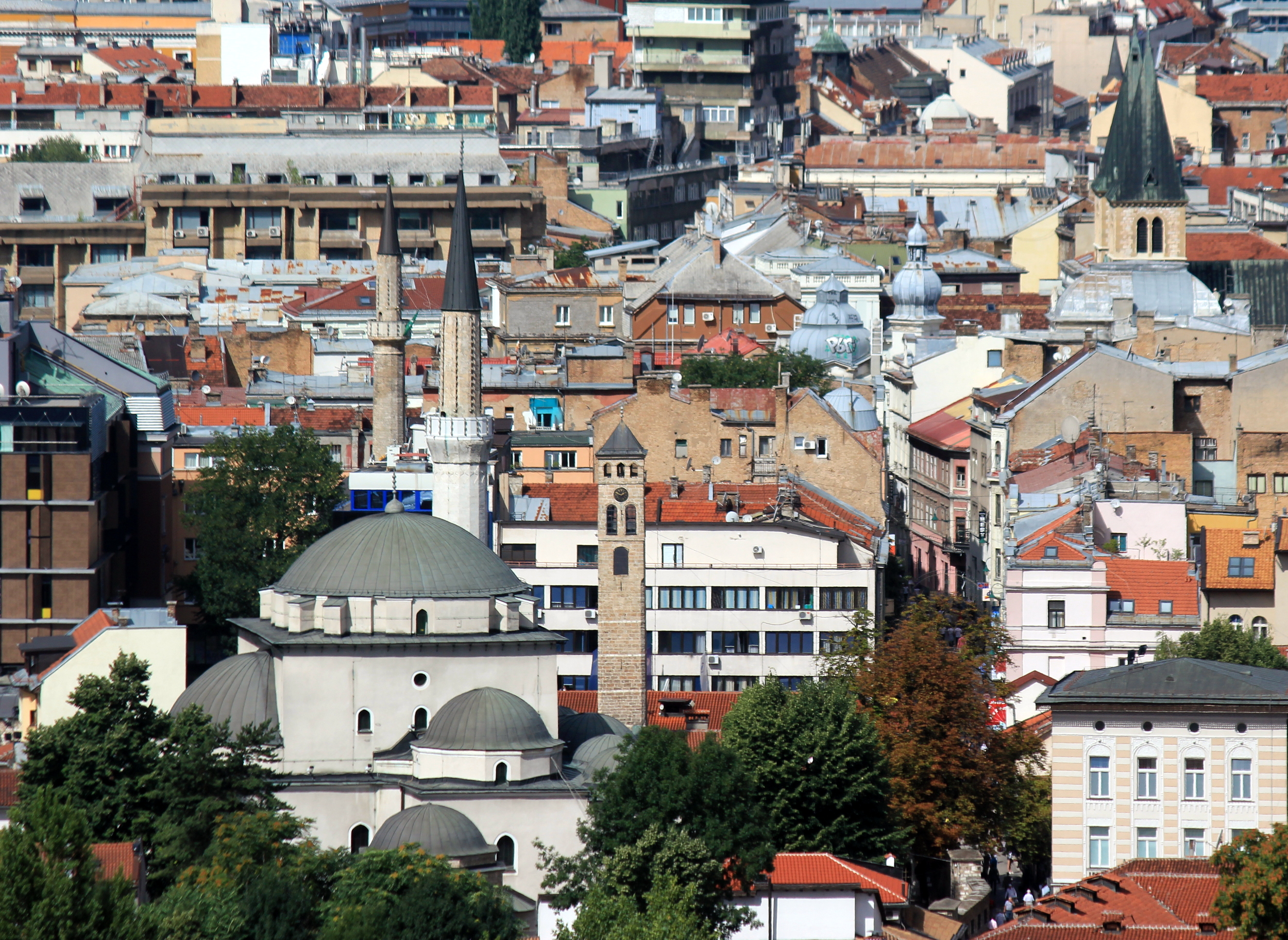
Східна сторона мечеті
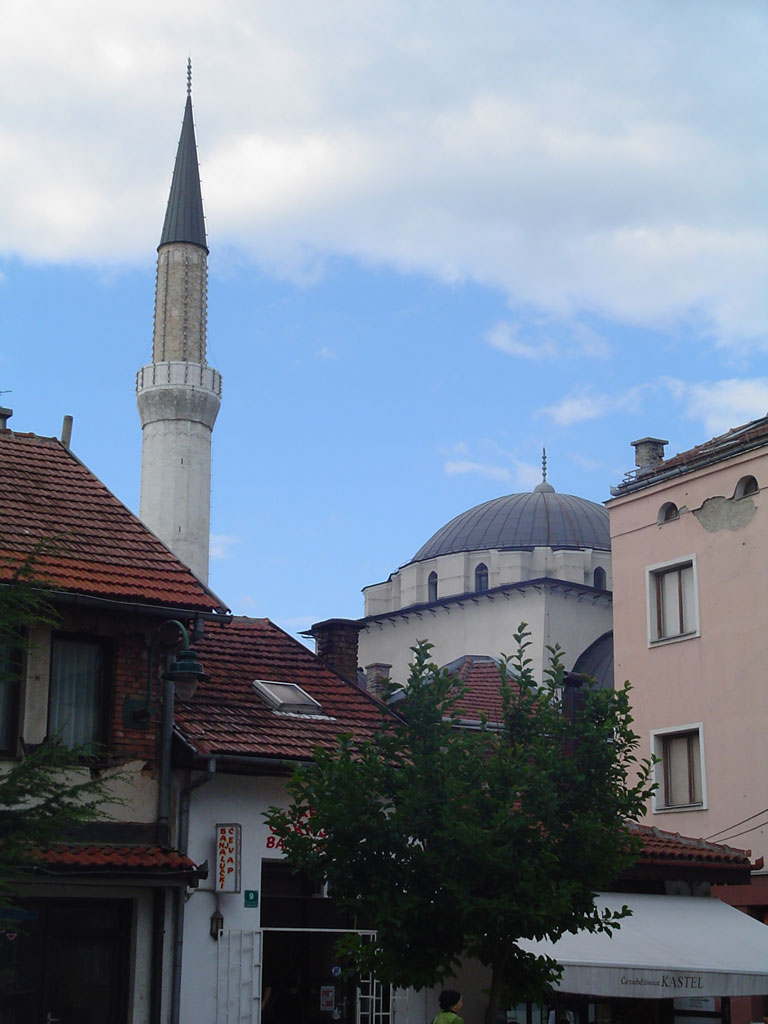
Вид з ринку
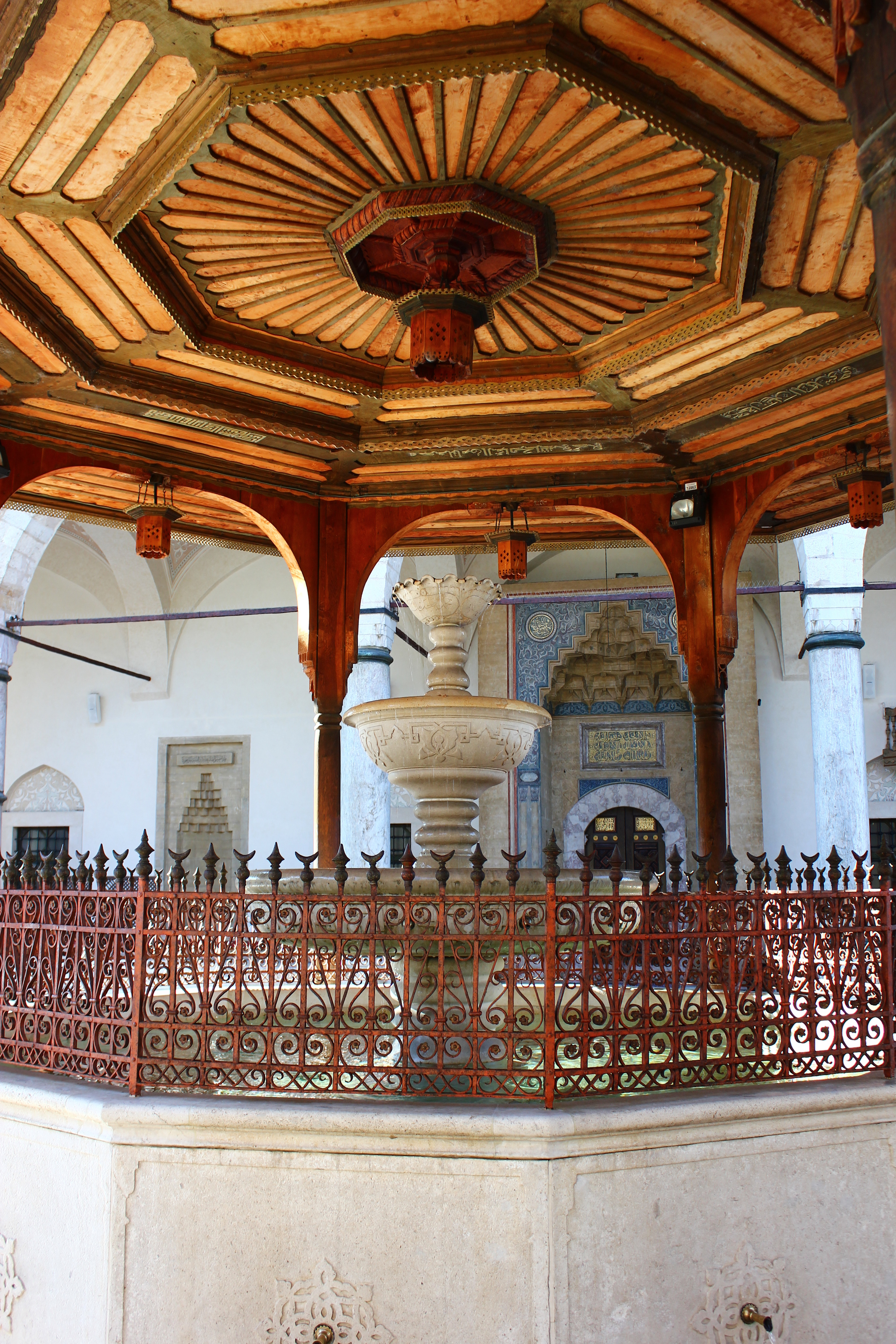
Фонтан у дворі мечеті
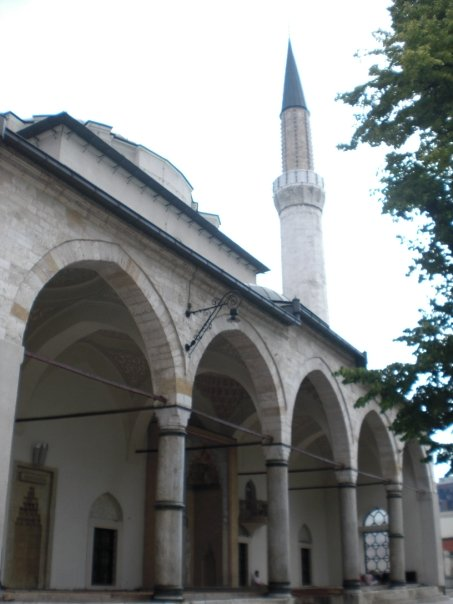
Газі Хусрев-бегова мечеть
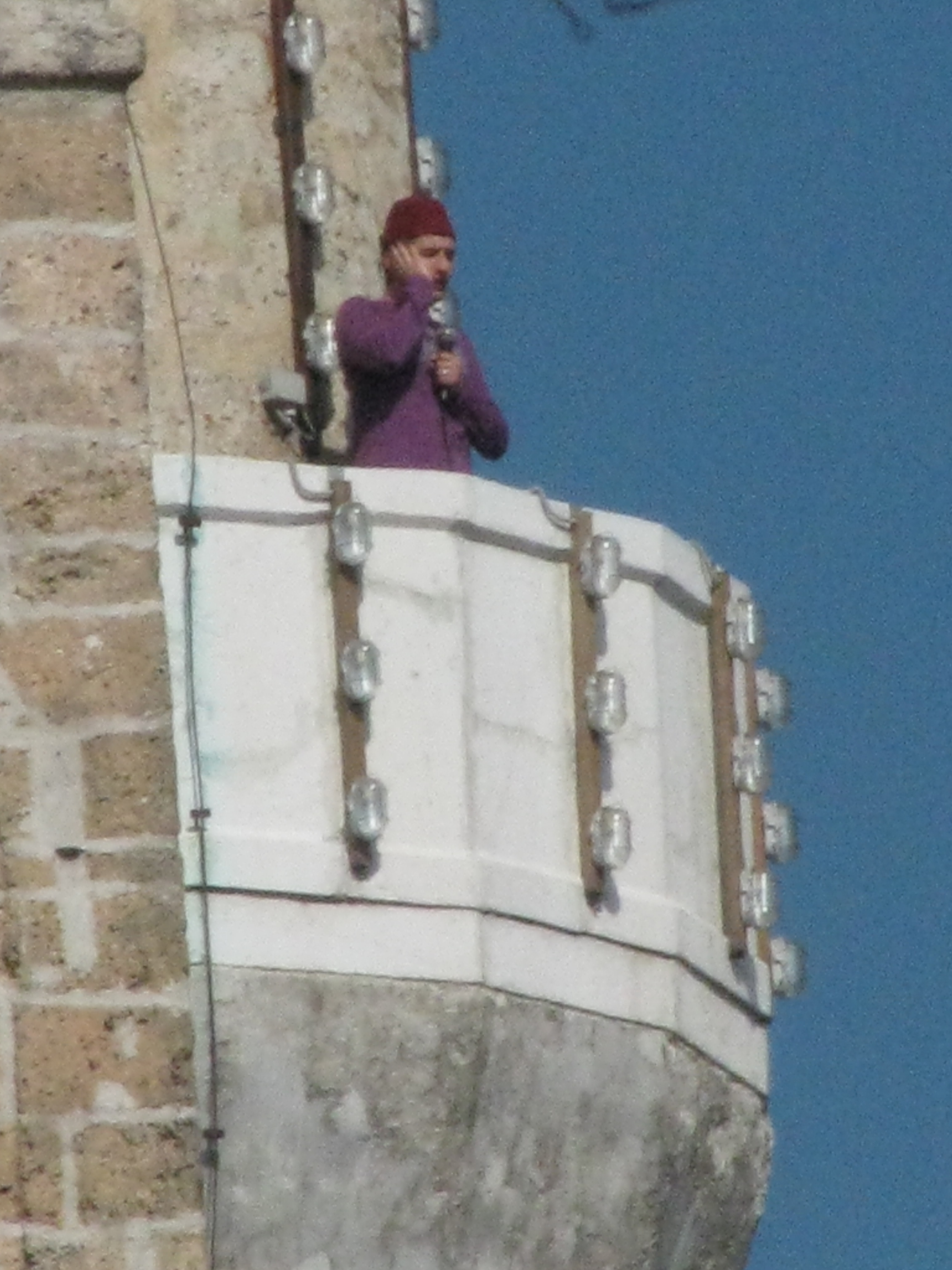
Заклик до молитви (мечеть Газі Хусрев-бега зблизька)
Вид з дахів ->Вид з дахів ->